# فريدريك رونو
فريدريك رونو (بالدنماركية: Frederik Rønnow)‏ مواليد 4 أغسطس 1992 في هورسينس، هو لاعب كرة قدم دانمركي يلعب مع آينتراخت فرانكفورت في مركز حراسة المرمى. مثّل منتخب الدنمارك لكرة القدم. سبق له أن لعب في كأس العالم لكرة القدم مع منتخب بلاده وذلك في مونديال عام 2018 في روسيا.

## المسيرة الاحترافية

### البدايات المبكرة
بدأ رونو مسيرته كلاعب شاب في نادي هورسينس قبل أن يبلغ من العمر 16 عامًا ثُم انتقل إلى نادي هورسينس. لعب لأول مرة مع الفريق في 7 سبتمبر 2011 في مباراة ضد هولستبرو، وقد فاز بها هورسينس 5-0.
كونه بالفعل حارس مرمى الفريق الأول للمنتخب الدنماركي لأقل من 21 عامًا، وبعد أن حصل على جائزة أفضل لاعب في هورسينس لموسم 2012/13،  عبر وكيله اللاعب الدنماركي الدولي السابق جون سيفيك عن تردد موكله للعب في دوري الدرجة الأولى الدنماركي بعد هبوط هورسينس من دوري الدرجة الأولى الدنماركي. نتيجة لذلك في 5 يوليو انتقل رونو إلى نادي إسبيرج على سبيل الإعارة لمدة عام.

### نادي إيسبيرغ
انتقل مُعاراً ليلعب لصالح نادي إيسبيرغ موسما واحدا 2013-14.

### بروندبي
لعب لصالح نادي بروندبي ثلاثة مواسم وفاز مع النادي بكأس الدنمارك موسم 2017-2018.

### اينتراخت فرانكفورت
في أبريل 2018، تم الإعلان عن انضمام رونو إلى إينتراخت فرانكفورت في يوليو 2018. قدم رونو لأول مرة إلى كأس السوبر الألمانية في 12 أغسطس 2018.

## المشاركة الدولية
بعد لعبه مع العديد من فرق الشباب الدنماركية تم استدعائه لتمثيل الفريق الأول في 9 مارس 2016 من قبل المدرب أوغه هاريده في مباريات ودية ضد إيسلندا واسكتلندا.
في يونيو 2018 تم اختياره في تشكيلة الدنمارك التي شاركت في لكأس العالم 2018 في روسيا.

## إحصائيات

### إحصائيات النادي
آخر تحديث 12 ديسمبر 2019.
| النادي               | الموسم   | الدوري                        | الدوري | الدوري  | الكأس  | الكأس   | قارات  | قارات   | أخرى   | أخرى    | المجموع | المجموع | المصدر       |
| النادي               | الموسم   | الدرجة                        | الظهور | الأهداف | الظهور | الأهداف | الظهور | الأهداف | الظهور | الأهداف | الظهور  | الأهداف | المصدر       |
| -------------------- | -------- | ----------------------------- | ------ | ------- | ------ | ------- | ------ | ------- | ------ | ------- | ------- | ------- | ------------ |
| نادي هورسينس         | 2010–11  | دوري السوبر الدنماركي         | 0      | 0       | 0      | 0       | —      | —       | —      | —       | 0       | 0       | [ 10 ]       |
| نادي هورسينس         | 2011–12  | دوري السوبر الدنماركي         | 11     | 0       | 5      | 0       | —      | —       | —      | —       | 16      | 0       | [ 11 ]       |
| نادي هورسينس         | 2012–13  | دوري السوبر الدنماركي         | 33     | 0       | 4      | 0       | 4      | 0       | —      | —       | 41      | 0       |              |
| نادي هورسينس         | 2014–15  | دوري الدرجة الأولى الدانماركي | 12     | 0       | 0      | 0       | —      | —       | —      | —       | 12      | 0       |              |
| نادي هورسينس         | المجموع  | المجموع                       | 56     | 0       | 9      | 0       | 4      | 0       | —      | —       | 69      | 0       | —            |
| نادي إيسبيرغ (إعارة) | 2013–14  | دوري السوبر الدنماركي         | 18     | 0       | 0      | 0       | 8      | 0       | —      | —       | 26      | 0       |              |
| نادي بروندبي         | 2015–16  | دوري السوبر الدنماركي         | 29     | 0       | 3      | 0       | 2      | 0       | —      | —       | 34      | 0       |              |
| نادي بروندبي         | 2016–17  | دوري السوبر الدنماركي         | 34     | 0       | 3      | 0       | 7      | 0       | —      | —       | 44      | 0       |              |
| نادي بروندبي         | 2017–18  | دوري السوبر الدنماركي         | 36     | 0       | 2      | 0       | 3      | 0       | —      | —       | 41      | 0       |              |
| نادي بروندبي         | المجموع  | المجموع                       | 99     | 0       | 8      | 0       | 12     | 0       | —      | —       | 119     | 0       | —            |
| آينتراخت فرانكفورت   | 2018–19  | الدوري الألماني الدرجة الأولى | 2      | 0       | 1      | 0       | 2      | 0       | 1      | 0       | 6       | 0       | [ 7 ] [ 12 ] |
| آينتراخت فرانكفورت   | 2019–20  | الدوري الألماني الدرجة الأولى | 8      | 0       | 1      | 0       | 5      | 0       | —      | —       | 14      | 0       | [ 12 ]       |
| آينتراخت فرانكفورت   | المجموع  | المجموع                       | 10     | 0       | 1      | 0       | 7      | 0       | —      | —       | 20      | 0       | —            |
| الإجمالي             | الإجمالي | الإجمالي                      | 183    | 0       | 18     | 0       | 27     | 0       | 1      | 0       | 234     | 0       | —            |

### الإحصائيات الدولية
إحصائيات دقيقة اعتبارا من 20 نوفمبر 2018.
| الدنمارك | الدنمارك | الدنمارك |
| التاريخ  | الظهور   | الأهداف  |
| -------- | -------- | -------- |
| 2016     | 4        | 0        |
| 2017     | 2        | 0        |
| 2018     | 1        | 0        |
| مجموع    | 7        | 0        |

## الإنجازات
نادي بروندبي
- كأس الدنمارك : 2017-18

## روابط خارجية
- فريدريك رونو على موقع الاتحاد الدولي (مؤرشف)  (الإنجليزية)
- فريدريك رونو على موقع الاتحاد الأوربي (الإنجليزية)
- فريدريك رونو على موقع إي إس بي إن إف سي (الإنجليزية)
- فريدريك رونو على موقع قاعدة بيانات كرة القدم.إي يو (الإنجليزية)
- فريدريك رونو على موقع ناشيونال فوتبول تيمز (الإنجليزية)
- فريدريك رونو على موقع Soccerbase.com (لاعب) (الإنجليزية)
- فريدريك رونو على موقع Soccerway.com (الإنجليزية)
- فريدريك رونو على موقع عالم كرة القدم.نت (الإنجليزية)
- فريدريك رونو على موقع AS.com (الإسبانية)

- المنتخب الوطني الدنماركي
- إحصائيات الدوري الدنماركي الرسمي
- الموقع%20الرسمي